# Municipio de Essex (condado de Kankakee)
El municipio de Essex (en inglés: Essex Township) es un municipio ubicado en el condado de Kankakee en el estado estadounidense de Illinois. En el año 2010 tenía una población de 1480 habitantes y una densidad poblacional de 15,77 personas por km².

## Geografía
El municipio de Essex se encuentra ubicado en las coordenadas 41°9′30″N 88°10′53″O / 41.15833, -88.18139. Según la Oficina del Censo de los Estados Unidos, el municipio tiene una superficie total de 93.83 km², de la cual 92.31 km² corresponden a tierra firme y (1.62%) 1.52 km² es agua.

## Demografía
Según el censo de 2010, había 1480 personas residiendo en el municipio de Essex. La densidad de población era de 15,77 hab./km². De los 1480 habitantes, el municipio de Essex estaba compuesto por el 96.89% blancos, el 0.14% eran afroamericanos, el 0.27% eran amerindios, el 0.27% eran asiáticos, el 0.07% eran isleños del Pacífico, el 0.68% eran de otras razas y el 1.69% pertenecían a dos o más razas. Del total de la población el 1.69% eran hispanos o latinos de cualquier raza.